# 얍 판 츠베덴
얍 판 츠베덴(네덜란드어: Jaap van Zweden, 1960년 12월 12일 ~)은 네덜란드의 지휘자이자 바이올리니스트로 자폐 아동을 위한 '파파게노 재단'을 설립했으며 2024년부터 서울시립교향악단의 제3대 음악 감독으로 재직 중이다.

## 생애

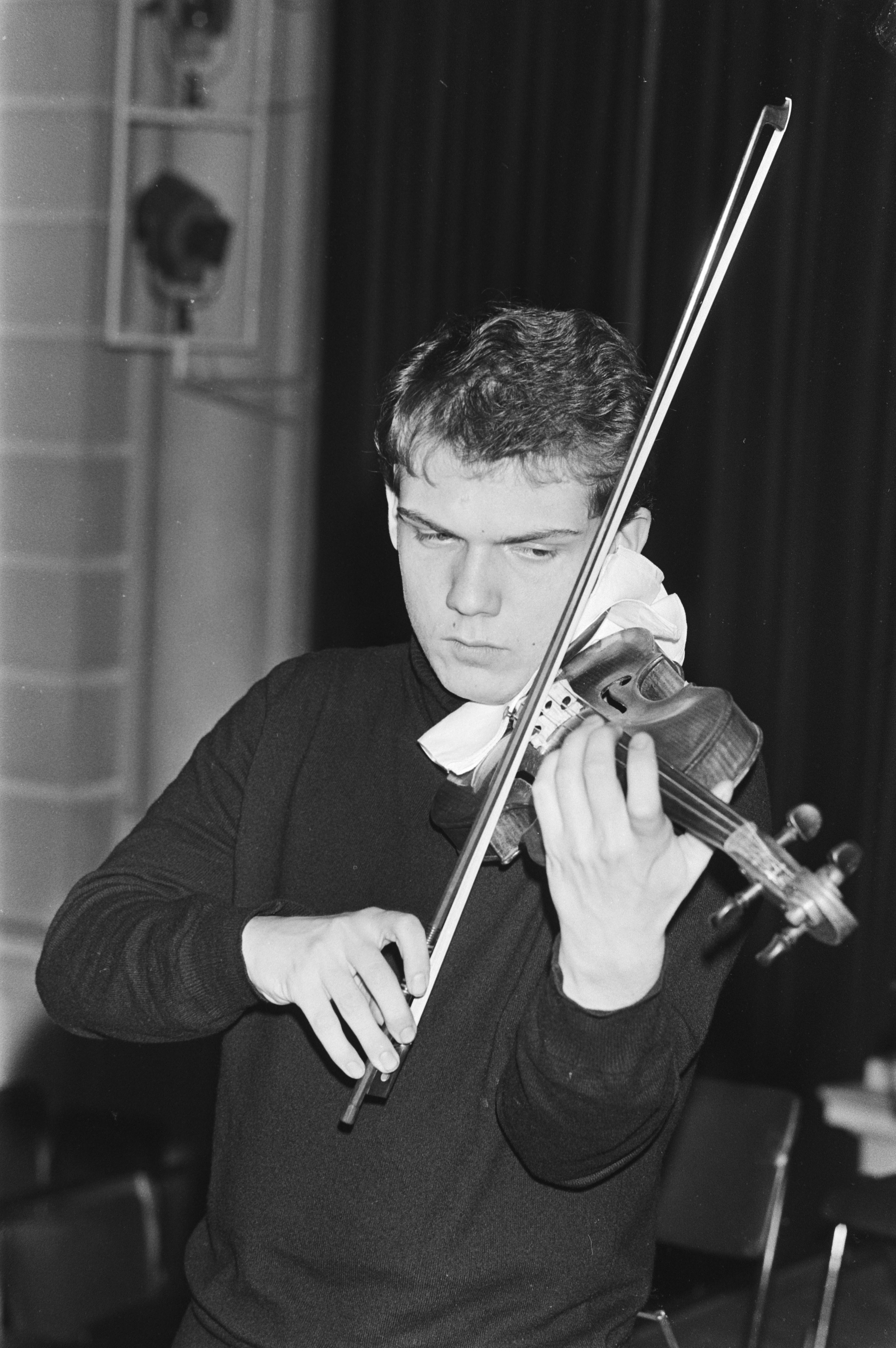
1981년의 모습

1960년 암스테르담에서 태어났다. 1965년에 피아니스트인 아버지의 권유로 바이올린을 배우기 시작했다. 1975년에는 오스카르 바큭 바이올린 콩쿠르에서 우승한 뒤 미국 뉴욕의 줄리어드 음악원에 진학해 도러시 딜레이와 강효에게서 바이올린을 배웠다. 1979년부터에 콘세르트헤바우 관현악단의 최연소 악장을 맡았고, 1995년까지 연주자로서 활동한 뒤 이후 지휘자로 전향했다.
1983년에는 예술가인 알트예 판 츠베덴-판 뷰렌과 결혼했다. 딸 안나-소피아와 아들 다니엘, 벤자민, 알렉산더가 있다. 아들 벤자민이 자폐를 앓고 있어 이에 관심을 갖기 시작했고, 1997년에 자폐 아동의 음악 치료를 위해 '파파게노 재단'을 설립했다.
2000년부터 2005년까지 헤이그 레지던티 오케스트라 수석 지휘자, 2005년부터 2013년까지 네덜란드 방송 필하모닉 오케스트라 수석 지휘자, 2008년부터 2011년까지 로열 플란다스 필하모닉 오케스트라 수석 지휘자, 2008년부터 2018년까지 댈러스 교향악단 음악 감독, 2012년부터 2024년까지 홍콩 필하모닉 음악 감독, 2018년부터 2024년까지 뉴욕 필하모닉 음악 감독을 맡았다. 2024년부터 서울시립교향악단의 제3대 음악감독으로 있다.

## 참고 문헌
- ONTOMO MOOK (2010). 《世界の指揮者名鑑866》. 音楽之友社.
- 上地 隆裕著 (2017). 《世界のオーケストラ(2)上 ～パン・ヨーロピアン 編～》. 株式会社 芸術現代社. ISBN 978-4-87463-206-2.